# Rivian
Rivian es una empresa de fabricación de autos eléctricos estadounidense con instalaciones en Plymouth, Míchigan; San Jose, California e Irvine, California. Tiene una fábrica en Normal, Illinois, y una sede de ingeniería en el Reino Unido.
En noviembre de 2018 Rivian presentó un SUV y un pickup eléctricos sobre la misma plataforma. Son vehículos totalmente eléctricos que aceleran de 0 a 100 km/h entre 3 y 4,9 segundos. Tienen autonomías entre 370 km y 660 km. Disponen de 4 motores eléctricos y tracción total. Tienen algún nivel de conducción autónoma.

## Historia

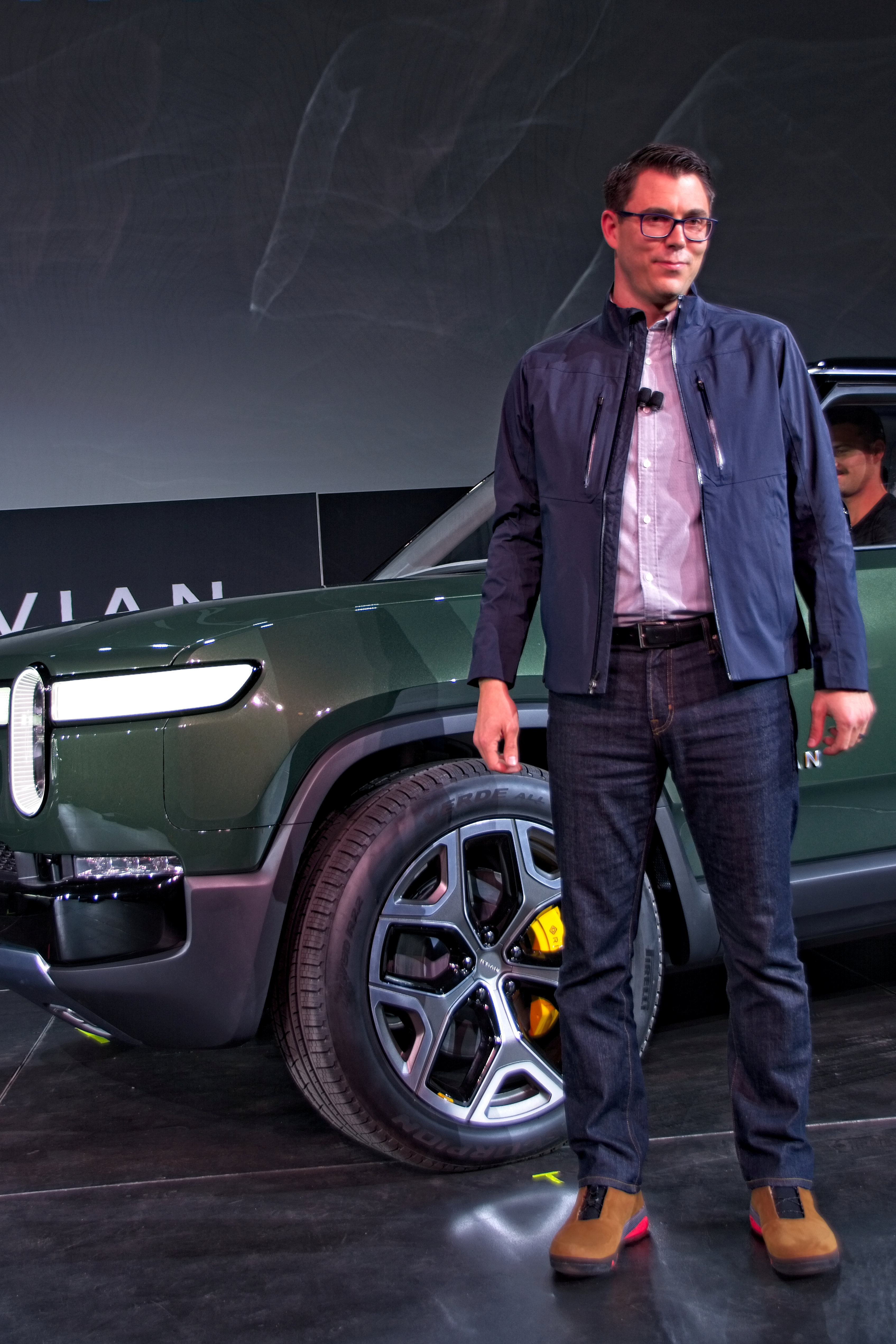
Robert "RJ" Scaringe en 2018. Fundador y CEO de Rivian.

Se fundó en 2009 como una empresa de automoción para desarrollar productos y servicios de movilidad sostenible. Fue fundada como Mainstream Motors pero cambió su nombre a Avera Automotive para más tarde pasar a llamarse Rivian en 2011. Su fundador y CEO es Robert "RJ" Scaringe, un graduado del Massachusetts Institute of Technology's |Sloan Automotive Laboratory.
El Gobierno de Obama le nombró «Campeón del cambio», un premio que reconoce a los nacientes negocios y a los líderes cívicos.
En 2011 Scaringe anunció sus planes de lanzar en 2013 un coche deportivo de 4 plazas, motor central y tracción trasera por unos 25 000 USD y un consumo de 3,9 l/100 km.

El coche nunca se fabricó. La compañía cambió su objetivo hacia los vehículos eléctricos autónomos.
En 2013 cambió su sede de Florida a Livonia, Míchigan, para estar más cerca de sus suministradores principales.
En 2017 Rivian compró una gran fábrica de Mitsubishi en Normal, Illinois con todo su contenido por 16 millones de USD.
Esta estrategia de compra de una gran fábrica se ha comparado con la adquisición por Tesla de la planta NUMMI en California.
La compañía recibió un préstamo de 1 millón de USD y una rebaja de impuestos durante 5 años del gobierno de Normal si cumplía los objetivos de empleo y de invertir 40,5 millones de USD en 5 años.
Rivian también recibió 49,5 millones de USD en reducción de impuestos del gobierno estatal de Illinois si alcanzaba los objetivos de empleo y de invertir al menos 175 millones en la fábrica antes de 2024.
En diciembre de 2017 Rivian anunció que iba a fabricar un SUV y un pickup sobre la misma plataforma. Primero lanzaría el pickup y luego el SUV de 7 plazas.
La compañía levantó 450 millones de USD en varias rondas de financiación. Entre los inversores estaban Sumitomo Corporation of America, Abdul Latif Jameel y un préstamo del London's Standard Chartered Bank.
Rivian recibió 200 millones de USD de un préstamo con el London's Standard Chartered Bank.
En febrero de 2019 Amazon invirtió 700 millones de USD en Rivian.
A comienzo de 2018 Rivian tenía 250 empleados.
En junio de 2018 empleaba a 410 personas en sus instalaciones de Plymouth, San Jose, Irvine y Normal.
La compañía reportó perdidas de 6,8 billones de dólares en el 2022.

## Modelos

Prototipo en 2011 presentado por Scaringe

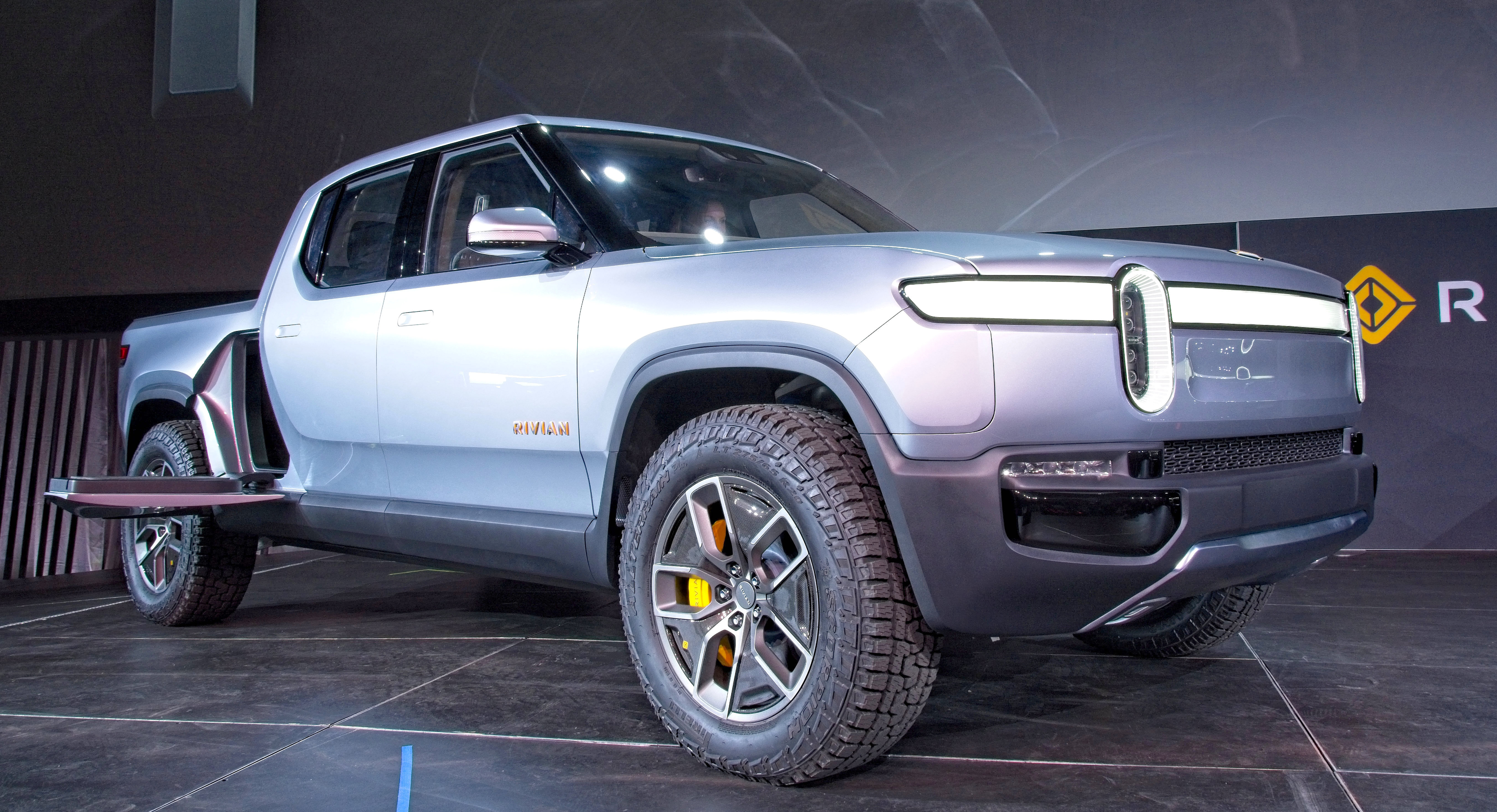
R1T pickup en el Salón del Automóvil de Los Ángeles de 2018

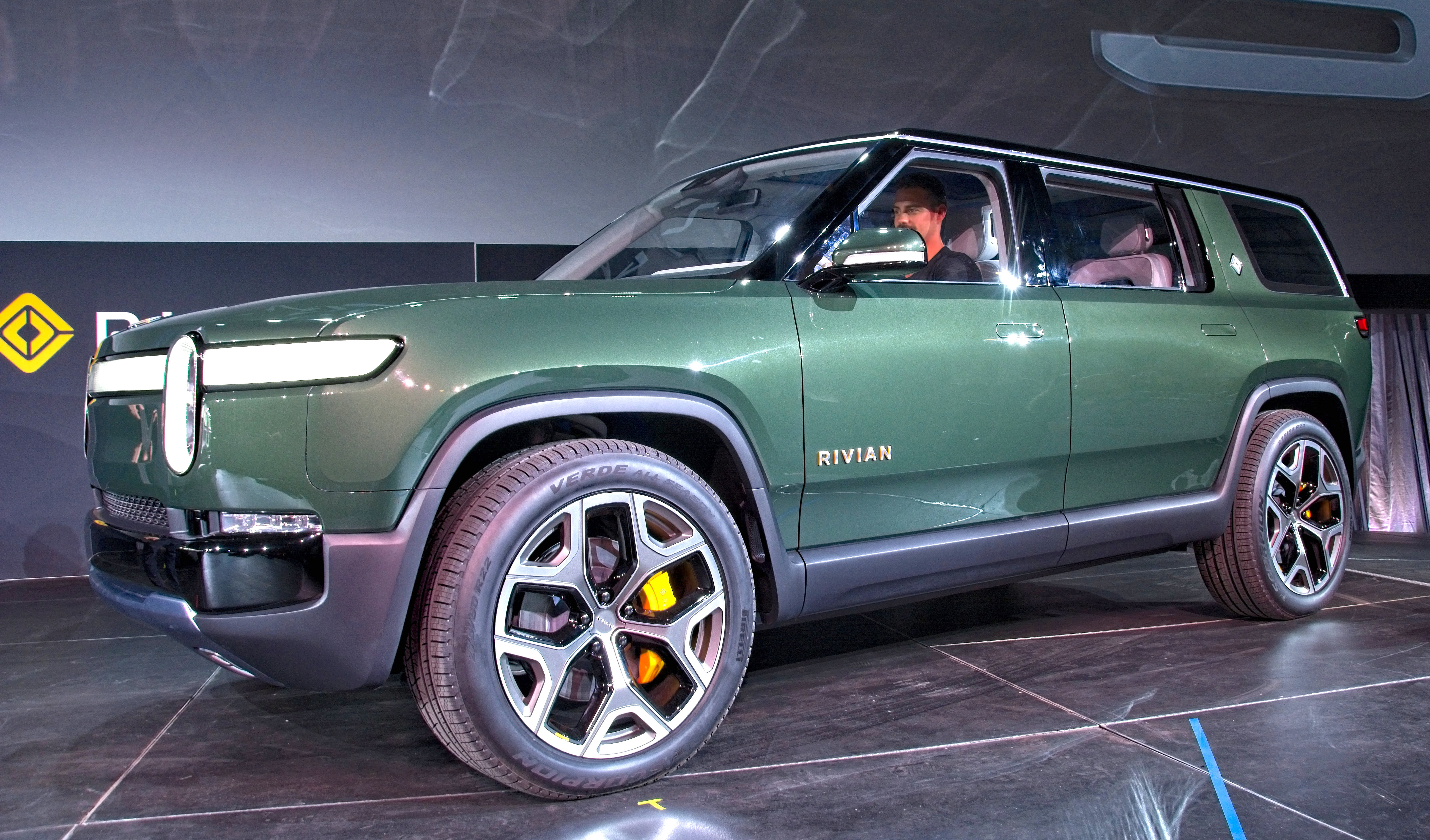
R1S SUV en el Salón del Automóvil de Los Ángeles de 2018

En noviembre de 2018 Rivian presentó en el Salón del Automóvil de Los Ángeles el pickup R1T y el SUV R1S, que se lanzarán a finales de 2020.
Son vehículos totalmente eléctricos que aceleran de 0 a 100 km/h entre 3 y 4,9 segundos. Tienen autonomías entre 370 km y 660 km.
Disponen de 4 motores eléctricos y tracción total.
Tienen algún nivel de conducción autónoma.
| Especificaciones R1T y R1S | Especificaciones R1T y R1S | Especificaciones R1T y R1S | Especificaciones R1T y R1S |
| -------------------------- | -------------------------- | -------------------------- | -------------------------- |
| Capacidad de batería       | 105 kWh                    | 135 kWh                    | 180 kWh                    |
| Potencia                   | 300 kW (408 CV)            | 562 kW (764 CV)            | 522 kW (710 CV)            |
| Par motor                  | 560 N·m                    | 1120 N·m                   | 1120 N·m                   |
| Autonomía (R1T)            | 370 km                     | 483 km                     | 644 km                     |
| Autonomía (R1S)            | 386 km                     | 499 km                     | 660 km                     |
| Velocidad máxima           | 201 km/h                   | 201 km/h                   | 201 km/h                   |
| 0-97 km/h                  | 4,9 s                      | 3 s                        | 3,2 s                      |

### R1T
Tiene capacidad para 5 plazas. Tiene una longitud de 5475 mm. Puede cargar hasta 800 kg y arrastrar hasta 5000 kg. Dispone de un túnel transversal cerrado de 350 litros. Dispone de un maletero delantero de 330 litros.

#### A16
El Rivian A16 es un prototipo de camión de plataforma.

### R1S
El Rivian R1S es un SUV todoterreno de tamaño completo totalmente eléctrico fabricado por Rivian Automotive y destinado a entrar en producción en el futuro. El coche tardó casi 10 años en desarrollarse. Tiene cuatro motores eléctricos. El Rivian R1S ha sido anunciado con un precio inicial de $72,500. Debutó como modelo prototipo mostrado en 2018. Está diseñado para albergar a siete pasajeros y acelerar de 0 a 60 mph (0 a 97 km/h) en 3 segundos.Tiene capacidad para 7 plazas en 3 filas de asientos. Tiene una longitud de 5040 mm. Puede cargar hasta 800 kg y arrastrar hasta 3500 kg. Dispone de un maletero delantero de 300 litros.

## Instalaciones
La compañía tiene instalaciones de investigación y desarrollo en Plymouth (Míchigan) y las ciudades de San José e Irvine (California).
Dispone de una fábrica en Normal, Illinois e instalaciones de ingeniería en el Reino Unido.
Rivian adquirió una planta de fabricación cerca de Normal, Illinois, que instaló Mitsubishi Motors en 1988 en asociación con Chrysler Corporation. En 1991 Mitsubishi quedó como único operador de la planta, que es capaz de fabricar 240 000 coches al año. En 2012 Mitsubishi invirtió más de 100 millones de USD para producir el nuevo Mitsubishi Outlander Sport. Las ventas fueron decepcionantes y Mitsubishi cerró la planta en mayo de 2016.
En ella trabajaron hasta 3000 empleados fabricando el Mitsubishi Outlander Sport.
La fábrica tiene 223 000 metros cuadrados de superficie y dispone de zona de pintura, zona de robots, máquinas de estampación y otros equipos de producción.